# Witali Markowitsch Malykin
Witali Markowitsch Malykin (russisch Виталий Маркович Малыкин, beim Weltschachbund FIDE und dem Deutschen Schachbund: Vitaly Malykin; * 31. Januar 1982 in Krywyj Rih, Ukrainische SSR) ist ein ukrainischer Schachspieler im Rang eines Internationalen Meisters.

## Leben
Die Familie Witali Malykins gehört zur russischen Volksgruppe. Er studierte von 1998 bis 2000 Algorithmik und Informatik an der Solomon-Universität in Kiew. Im Jahr 2000 zog er nach Deutschland. Von 2006 bis 2012 studierte er Wirtschaftsinformatik und B2B-Marketing an der Hochschule Bonn-Rhein-Sieg, die ihm den Titel Diplom-Kaufmann verlieh. Seine Diplomarbeit dort trug den Titel Strategien der Suchmaschinenoptimierung in unterschiedlichen Organisationstypen. Malykin arbeitet als Inhaber und Geschäftsführer einer Kölner SEO- und Internetagentur.
Schach spielt er seit seinem vierten Lebensjahr. Seine ersten Trainer waren Heinrich Jewgenjewitsch Rawitsch-Schtscherba und Leonid Konstantinowitsch Saplinow. Später wurde er von Profitrainern unterrichtet, vom Internationalen Meister Jakow Loifenfeld und an der Kiewer Schachschule Avangard von Alexei Kosikow – bei Kosikow in einer Schachgruppe mit unter anderem den späteren Großmeistern Wolodymyr Baklan, Spartak Wysotschyn und Alexey Kislinsky.

## Erfolge
Bei der 5. Kinder-Olympiade 1997 in Belgrad-Zemun belegte er mit der ukrainischen Nationalmannschaft den dritten Platz. Mit der SG Porz wurde er bei der deutschen U20-Mannschaftsmeisterschaft 2002 in Greifswald ebenfalls Dritter. Für die SG Porz spielt er ansonsten in der 2. Bundesliga West, der Oberliga und der NRW-Klasse. Seit der Saison 2008/09 spielt er auch in belgischen Ligen. Sein Verein dort ist Cercle Royal de Echecs de Bruxelles.
Seit dem Jahr 2000 trägt er den Titel Internationaler Meister. Die Normen hierfür erzielte er bei Turnieren in Kiew, Odessa, Pawlohrad und Pardubice.